# Apanteles nidophilus
Apanteles nidophilus är en stekelart som beskrevs av Whitfield och Cameron 2001. Apanteles nidophilus ingår i släktet Apanteles och familjen bracksteklar. Inga underarter finns listade i Catalogue of Life.